# Салинас, Педро
Пе́дро Сали́нас (исп.  Pedro Salinas, 27 ноября 1891, Мадрид — 4 декабря 1951, Бостон) — испанский поэт, филолог, переводчик, один из виднейших лириков «поколения 27 года».

## Биография
Сын коммерсанта, потерял отца в раннем детстве. Изучал право, философию и литературу в Мадридском университете. В дальнейшем, при всех биографических и исторических перипетиях, вел жизнь преподавателя, историка испанской словесности. Учил испанскому языку в Сорбонне (1914—1917). С 1918 по 1922 преподавал в Севильском университете (здесь среди его студентов был Луис Сернуда), затем в Кембридже (1922—1923) и Мурсии (1923—1925), с 1926 — в Мадридском университете. В 1928—1936 работал в испанском Центре исторических исследований в Мадриде. С 1932 — профессор Международного университета имени Менендеса Пелайо в Сантандере. Дружил с Гарсиа Лоркой, но особенно тесно — с Хорхе Гильеном и Мигелем Эрнандесом.
Накануне гражданской войны уехал в США по приглашению колледжа Уэллсли. На родину больше не возвращался. Преподавал в университете Джонса Хопкинса, в 1943—1946 — в университете Пуэрто-Рико, затем снова в университете Хопкинса.
Похоронен по его завещанию на кладбище Святой Марии Магдалины де Пацци в столице Пуэрто-Рико — городе Сан-Хуан.

## Творчество
Салинас — выдающийся автор любовной лирики, собранной прежде всего в его трилогии «Голос, всем обязанный тебе» (1933; заглавие — цитата из Третьей эклоги Гарсиласо де ла Веги), «Первоисток любви» (1936; под таким заглавием известна поэма автора XIII в. Лопе де Мороса) и «Долгий стон» (1939, заглавие — цитата из Беккера). В 1938 в Балтиморе вышел двуязычный томик избранных стихотворений поэта «Потерянный ангел». Творчество Салинаса периода эмиграции представляет поэма «Открытое глазам» (1946) и книга стихов «Всё яснее» (1949). Ему принадлежат несколько драм, книг прозы.
Салинас — автор очерка испанской словесности XX в. (1940), монографий о Хорхе Манрике (1947) и Рубене Дарио (1948). Он издавал сочинения испанских мистиков — Луиса де Гранады и Сан-Хуан де ла Круса.
Переложил на современный испанский «Песнь о моем Сиде». Переводил Мюссе, Мериме, перевел три первых тома романа Марселя Пруста В поисках утраченного времени.
Дочерью поэта опубликована его любовная переписка с невестой (1986), позднее напечатаны его письма к тайной возлюбленной (2002).

## Книги стихов
- Presagios (1923)
- Seguro azar (1929)
- Fábula y signo (1931)
- La voz a ti debida (1933)
- Razón de amor (1936)
- Error de cálculo (1938, Мехико)
- Lost Angel and Other Poems (1938, Балтимор)
- Poesía junta (1942, Буэнос-Айрес, избранная лирика)
- El contemplado (1946, Мехико, поэма)
- Todo más claro y otros poemas (1949, Буэнос-Айрес)
- Poesías completas (1955, Мадрид, полное собрание стихотворений, включая не изданную прежде книгу стихов последних лет «Доверие»)
- Poesías completas (1956, Мадрид, полное собрание стихотворений)
- Volverse y otros poemas (1957, Милан)
- Poesías completas (1971, Барселона, полное собрание стихотворений)

## Публикации на русском языке
- Три стихотворения в переводе Наталии Ванханен